# Ордино
Ордино е една от 7-те общини на Андора. Населението ѝ е 3309 жители (2005 г.), а има площ от 90 кв. км. Надморската височина е 1298 м. Намира се в най-северната част на страната в подножието на планина с височина от 2740 м. Общината граничи с Франция. В общината се провежда ежегоден фестивал за класическа музика от 1983 г.